# المدرسة العليا للقضاء (الجزائر)
المدرسة العليا للقضاء هي مؤسسة عمومية ذات طابع إداري تتمتع بالشخصية المعنوية والاستقلال المالي وتنشط تحت وصاية وزارة العدل.
يدير المدرسة مدير عام يساعده مدير التكوين القاعدي، مدير التداريب، مدير التكوين المستمر والأمين العام، يسير المدرسة مجلس إدارة كما زودت بمجلس علمي.
المهام الأساسية للمدرسة العليا للقضاء في التكوين القاعدي للطلبة القضاة، التكوين المستمر للقضاة العاملين، العمل على تحسين مستواهم وإعادة تأهيلهم.

## تاريخ المدرسة
أحدث المعهد الوطني للقضاء بموجب القانون الأساسي للقضاء رقم 89-21 المؤرخ في 12  ديسمبر 1989، لتكوين القضاة و الموظفين المساعدين لهم و تحسين مستواهم ، و أنشئ بموجب المرسوم التنفيذي رقم 90-139 المؤرخ في 19 ماي 1990 يتعلق بتنظيم المعهد الوطني للقضاء و سيره و حقوق الطلبة و واجباتهم.
حول المعهد الوطني للقضاء إلى مدرسة عليا للقضاء بموجب القانون العضوي 04-11 المؤرخ في 6 سبتمبر 2004 يتضمن القانون الأساسي للقضاء، و حدد المرسوم التنفيذي رقم 05-303 المؤرخ في 20 أوت 2005 تنظيمها و كيفيات سيرها و شروط الالتحاق بها و نظام الدراسة فيها و حقوق الطلبة القضاة وواجباتهم.
تم إعادة تنظيم المدرسة بموجب المرسوم التنفيذي 16-159 المؤرخ في 30 ماي 2016 يحدد تنظيم المدرسة العليا للقضاء و كيفيات سيرها و شروط الالتحاق بها و نظام الدراسة فيها و حقوق الطلبة القضاة وواجباتهم.
إلتحقت أول دفعة بالمعهد سنة 1991 وكان مقره آنذاك بمدينة بوزريعة، ثم نقل إلى مدينة الأبيار بالجزائر العاصمة سنة 1999، ليتم تدشين المقر الجديد بتاريخ 15 ديسمبر 2020، بمدينة القليعة، ولاية تيبازة، غرب العاصمة الجزائر و يتربع على مساحة قدرها 12.5 هكتارا .
تخرجت من المدرسة 28 دفعة منذ سنة 1992 بمجموع 6395 قاض.

## شروط الإلتحاق بالمدرسة
يتم الإلتحاق عن طريق مسابقة وتتطلب مجموعة من شروط وهي:
- الجنسية الجزائرية.
- بلوغ سن سبع و عشرين (27)،على الأقل،و أربعين (40)سنة،على الأكثر،عند تاريخ المسابقة.
- حيازة شهادة بكالوريا التعليم الثانوي.
- حيازة شهادة الماستر في الحقوق على الأقل أو شهادة أجنبية تعادلها.
- إثبات الوضعية القانونية إتجاه الخدمة الوطنية.
- توفر شروط الكفاءة البدنية و العقلية لممارسة وظيفة القضاء.
- التمتع بالحقوق المدنية و الوطنية و حسن الخلق.

- أن لا يكون المترشح سبق أن إستقال من المدرسة أو طرد منها.
  - صحة المعلومات الواردة في إستمارة التسجيل الاولي،
  - إستيفاء شروط الكفاءة البدنية و العقلية لممارسية مهنة القضاء،
  - أنه لم يسبق له أن تخلى عن الدراسة أثناء مرحلة التكوين بالمدرسة و لم يستقيل، و لم يكن محل عقوبة الطرد منها.

## قائمة المراجع
1. ↑  موقع اللمدرسة العليا للقضاء نسخة محفوظة 28 يوليو 2017 على موقع واي باك مشين.
2. ↑  "A1989053" (PDF). الجريدة الرسمية للجمهورية الجزائرية الديمقراطية الشعبية. 13 ديسمبر 1989. اطلع عليه بتاريخ 2025-08-04.
3. ↑  "A1990021" (PDF). الجريدة الرسمية للجمهورية الجزائرية الديمقراطية الشعبية. 23 مايو 1990. اطلع عليه بتاريخ 2025-08-04.
4. ↑  "تاريخ المدرسة العليا للقضاء". المدرسة العليا للقضاء. اطلع عليه بتاريخ 2025-08-04.
5. ↑  "شروط المشاركة في المسابقة - المدرس العليا للقضاء". المدرسة العليا للقضاء. اطلع عليه بتاريخ 2025-08-04.

## وصلات خارجية
- الموقع الرسمي.